# Yuhanna al-Armani
Yuhanna al-Armani, connu également sous le nom de Yuhanna al-Armani al-Qudsi ou Karabid al-Armani al-Qudsi (Le Caire, vers 1720 - Le Caire, 1786), est un peintre d'icônes actif en Égypte ottomane.

## Biographie

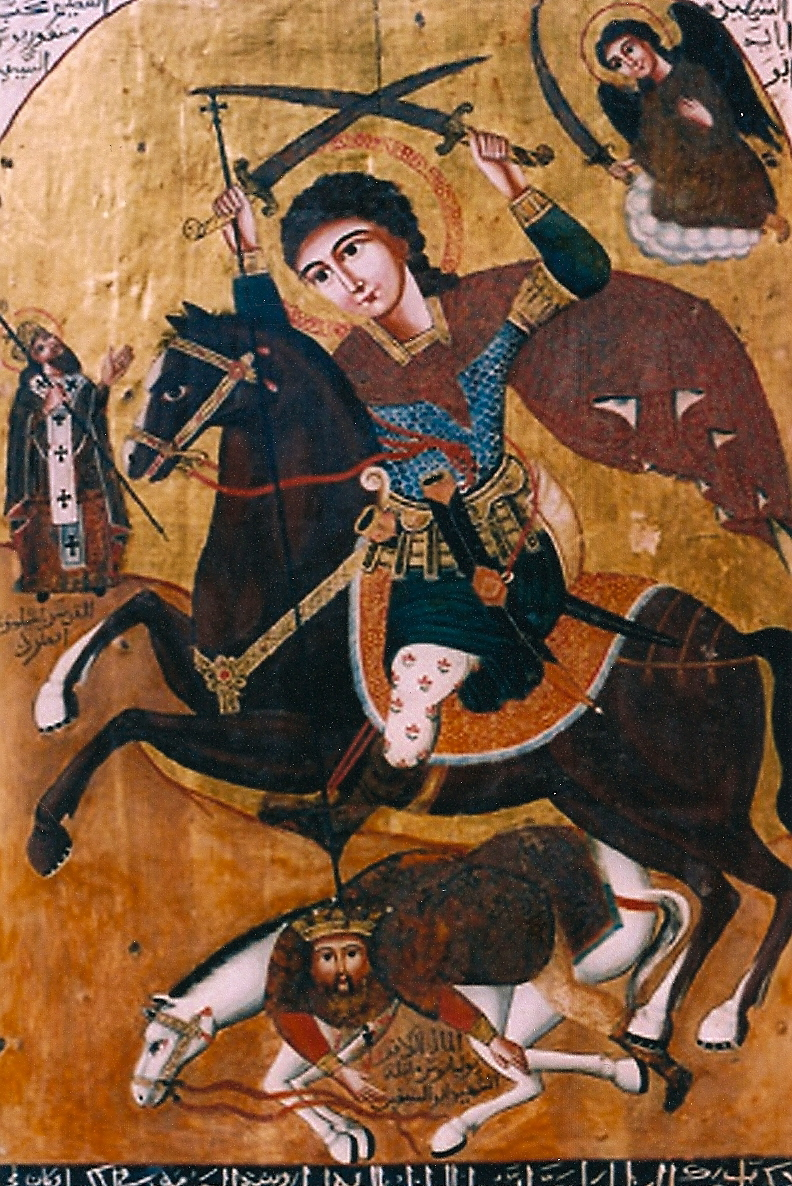
Yuhanna al-Armani al-Qudsi, Saint Mercure, Le Caire, église de la Vierge-Marie al-Mo'allaqah, 1778.

Malgré un certain enrichissement, depuis quelques années, par des documents conservés dans les archives nationales du Caire, les informations sur la vie de Yuhanna al-Armani demeurent peu nombreuses. Un acte de validation (ishhad) daté du 7 mars 1786 (6 Jumada 1200), établit la carrière et la fin de vie du peintre. Ainsi, Yuhanna al-Armani, actif au Caire entre 1740 et y mourant en 1786, semble également né dans cette ville. On a longtemps cru qu'Yuhanna était né à Jérusalem, justifiant par là toutes les influences iconographiques que celui-ci utilisa durant sa carrière de peintre (Arménie, Jérusalem, École d’Alep…). Cependant, grâce à trois actes récemment retrouvés, Magdi Guirguis a su mettre en valeur l’impossibilité pour Yuhanna d’être né hors d’Égypte. Lorsque l’on croise les dates des mariages de la famille et les naissances des enfants, Yuhanna, qui, de plus, s’est marié avec une Égyptienne copte d’un niveau social élevé, ne pouvait être un tout jeune immigré. L’origine arménienne de sa famille, marquée par la nisba « al-Armani », ne saurait, quant à elle, être remise en cause. Pour ce qui est de l’origine de Jérusalem, il doit plutôt s'agir d'un terme remontant à ses parents ou grands-parents, Yuhanna étant le dernier à utiliser le terme « al-Qudsi » (le Hiérosolymite), porté par son père, Artin al-Qudsi fils de Karabid al-Qudsi al-Nusrany al-Armani.
Selon les différents documents de la Cour Qisma ‘Arabiya du Caire, on apprend qu'il fut marié deux fois, successivement, à deux Égyptiennes coptes. Sa première épouse, Farisiniya (décédée en 1770), fille d’un tailleur à la position sociale élevée, lui donna quatre enfants : trois garçons, Artin, Guirguis et Ya’qub et une fille, Minkasha. Sa seconde femme, dont il n’eut pas d’enfant, était la fille d’un joaillier. Les mariages de Yuhanna à deux femmes égyptiennes coptes ainsi que les autres mariages entre Arméniens et coptes dans la famille montrent à quel point les alliances entre les communautés pouvaient être fortes, et aussi à quel point la famille de Yuhanna était particulièrement bien intégrée dans le tissu social chrétien du Caire.

## Carrière artistique

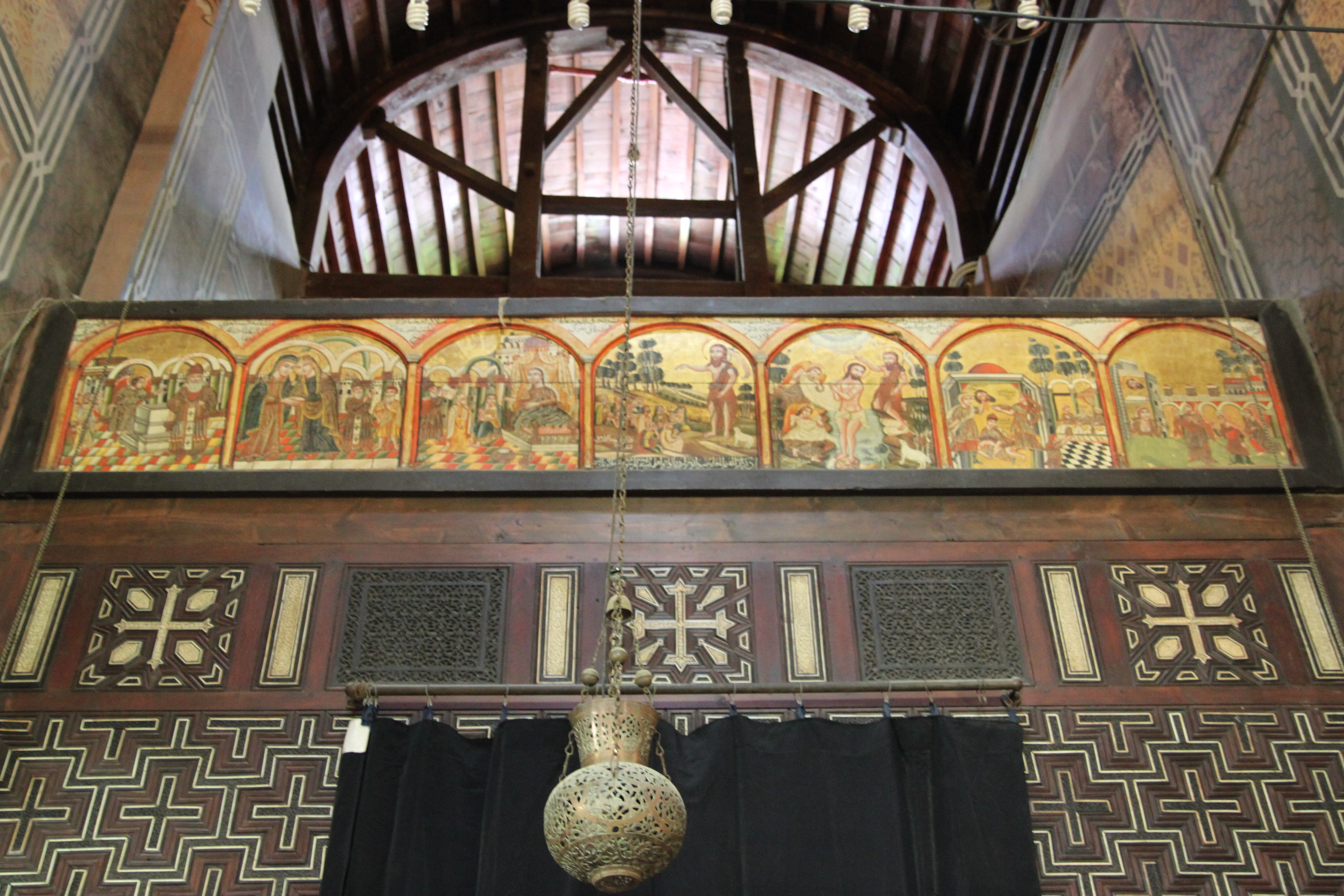
Yuhanna al-Armani al-Qudsi, Vie de saint Jean-Baptiste, Le Caire, église de la Vierge-Marie al-Mo'allaqah, 1777.

Les ouvrages d'André Raymond  et de Magdi Guirguis permettent, dans un premier temps, de remettre l’artiste dans son contexte. Les informations apprises sur la carrière des peintres replacent dans la lignée de la production de Yuhanna à travers les statuts de naqqashun, rassamun, ou musawwirun, références ottomanes distinguant la qualité de travail des peintres. Les artistes et artisans attachés au domaine de la peinture sont relativement peu nombreux eu égard aux artisans du textile, aux charpentiers, marquant ainsi leur poids relatif dans l’économie de la ville. Très peu de choses sont connues concernant le début de carrière de Yuhanna, ou même ce que fut sa spécialisation avant de devenir célèbre, en son temps, comme peintre d’icônes. On a tout de même retrouvé dans les évolutions de son nom, lors de la signature de ses panneaux, des traits marquant son application au travail et la reconnaissance de ses pairs dans celui-ci. Au fur et à mesure des années et de son évolution, il termine parfois sa signature des termes, al-naqqash, al-rassam, et al-musawwir. 
Le travail récent effectué par Julien Auber de Lapierre permet de mieux comprendre l'importance artistique du peintre, un temps collaborateur du peintre Ibrahim al-Nasikh, avec une production s'élevant à près de quatre cents panneaux conservés pour la plupart dans les églises d'Égypte et au musée copte du Caire. 
Certaines pièces de Yuhanna reflètent parfaitement les inspirations arméniennes, contributions observées dans des icônes contemporaines, dans des évangiles et livres de psaumes arméniens. Parmi les nombreuses caractéristiques stylistiques de l’art de Yuhanna, les figures allongées, dite « en forme de poire », mais aussi les plissés des vêtements et les paysages sont tout à fait remarquables et n’existent pas sous cette forme dans la tradition copte.